# 里马圣朱塞佩
里马圣朱塞佩（義大利語：Rima San Giuseppe），是意大利韦尔切利省的一个市镇。总面积34平方公里，人口66人，人口密度1.9人/平方公里（2009年）。ISTAT代码为002111。